# فرانسيسكو سولانو لوبيز
كان فرانسيسكو سولانو لوبيز كاريّو (24 يوليو 1827 - 1 مارس 1870) رئيساً لباراغواي من عام 1862 حتى وفاته في عام 1870. وكان الابن الأكبر لجوانا بابلا كاريو والرئيس كارلوس أنطونيو لوبيز.
خدم في جيش الباراغواي في سن مبكرة وقاتل ضد خوان مانويل دي روساس في الأعمال الحربية المتفرقة المستمرة من قبل الباراغواي والأرجنتين في الحروب البلاتية. وأصبح سفيراً للباراغواي بعد سقوط روساس بصفته وزيرًا مفوّضًا في العديد من الدول الأوروبية من عام 1853-1855. عند عودته إلى أسونسيون، عُيّن نائباً لرئيس الحكومة العليا التابعة لوالده كارولس أنطونيو لوبيز وشغل بعد ذلك منصب الرئيس بعد وفاة والده.
يُعد لوبيز إحدى أكثر الشخصيات إثارةً للجدل في تاريخ أمريكا الجنوبية وبشكل خاص بسبب حرب الباراغواي والتي تُعرف أيضًا ضمن الحوض البلاتي بحرب التحالف الثلاثي.
وفقًا لما يراه البعض، فإن طموحاته كانت السبب باندلاع الحرب، بينما يصر آخرون أنه بطل شرس دافع عن استقلال دول أمريكا الجنوبية ضد الحكم والمصالح الأجنبية. بقي يدافع حتى آخر رمق وقتل في ساحة القتال في معركة سيرو كورا والتي أعلنت نهاية الحرب.

## الحياة والمسيرة المهنية

### الحياة قبل الحرب
وُلد سولانو لوبيز في مانورا وهو حي من أحياء أسونسيون عام 1827. اعتلى والده كارلوس أنطونيو لوبيز رئاسة الباراغواي عام 1841 بعد موت الدكتاتور الذي حكم لفترة طويلة خوزيه غاسبار رودريغز دي فرانسيا. عيّنه لوبيز الأب ابنه بصفته عميدًا في جيش الباراغواي عندما بلغ الثامنة عشرة عام 1844. خلال الحرب الأهلية الأرجنتينية، عُيّن سولانو لوبيز قائدًا للقوات الباراغوايانية المتمركزة على طول الجبهة الأرجنتينية. تابع سولانو دارساته العسكرية المبكرة في ريو دي جانيرو وأسونسيون مختصًا بالتحصينات والمدفعية.
أرسل سولانو لوبيز إلى أوروبا بصفته وزيرًا مفوضًا إلى بريطانيا وفرنسا ومملكة سارادينيا. أمضى سولانو سنة ونصف في أوروبا أغلبها في باريس. سافر أيضًا إلى روسيا حيث شغل منصب مراقب عسكري أجنبي خلال حرب القرم. اشترى كميات كبيرة من الأسلحة والمعدات العسكرية بالإضافة لعدة بواخر بالنيابة عن جيش الباراغواي. حدث سولانو أيضًا جيش الباراغواي بأجدد ما حصل عليه من أوروبا معتمدًا على النظام الفرنسي والنظام البروسي للتنظيم العسكري (تلقى لاحقًا مديحًا لابتكاراته بعد عدة سنين). تضمن عمله الديبلوماسي أيضًا مشروعًا لبناء خط سكك حديدية جديد وإنشاء مستعمرة لجوء فرنسية في الباراغواي. ركب سولانو أول تلغراف كهربائي في أمريكا الجنوبية. أصبح سولانو مفتونًا بالإمبراطورية الفرنسية الثانية وطور ولعًا خاصًا بنابليون بونابرت. جهز سولانو جيشه لاحقًا بلباس موحد مماثل لذلك الذي كان يلبسه الجيش الكبير ويُقال إنه طلب لنفسه نسخةً مطابقة لعرش نابليون بونابرت ولكن ذلك لم يُثبت.
خلال إقامته في فرنسا التقى سولانو بمحظية باريسية وهي إليزا لينش أيرلندية المولد وجلبها معه إلى الباراغواي. أصبحت في الباراغواي عشيقته والسيدة الأولى للبلاد بحكم الأمر الواقع حتى وفاته.
عاد سولانو لوبيز من أوروبا عام 1855 وعيّنه والده وزيرًا للحرب. رُفع إلى منصب نائب رئيس الباراغواي عام 1857.
في نوفمبر عام 1859، كان سولانو على متن الباخرة الحربية تاكواري عندما هاجمتها البحرية الملكية البريطانية للضغط على والده لإطلاق سراح مواطن بريطاني مودع في السجن. كان القنصل الذي أمر بالهجوم هو السير ويليام دوغال كريستي والي استُبدل لاحقًا بإدوارد ثورنتون الذي دعم شخصيًا الأرجنتين في حرب التحالف الثلاثي.
بوفاة والده عام 1862، عقد سولانو لوبيز جلسة لكونغرس الباراغواي الذي أعلنه بالإجماع رئيسًا للباراغواي لفترة عشر سنوات.

## الرئاسة
بعد توليه منصبه، اختار سولانو لوبيز مواصلة معظم سياسات الحمائية الاقتصادية والتنمية الداخلية التي اعتمدها أسلافه. ومع ذلك، قاطع بحدة السياسة التقليدية المتمثلة في الانعزالية الصارمة في الشؤون الخارجية التي كان يفضلها قادة باراغواي السابقون. بدلاً من ذلك، شرع لوبيز في اتباع نهج أكثر نشاطًا تجاه السياسة الدولية. رغب، بما يوافق طموحه الكبير، في وضعٍ إستراتيجي للباراغواي يكفي لكي تمثل قوة ثالثة ذات مصداقية في التنافس السياسي والعسكري المستمر بين الأرجنتين وإمبراطورية البرازيل للسيطرة على حوض ريو دي لا بلاتا.
أراد لوبيز لباراغواي التنافس مع القوى الكبرى في القارة في الكفاح من أجل الغنائم والهيمنة الإقليمية. في السعي لتحقيق هذا الهدف، سعى لوبيز إلى تنظيم دول المنطقة الأصغر في ائتلاف سياسي يهدف إلى مقاومة قوة وتأثير البرازيليين والأرجنتينيين. وجد لوبيز حليفًا متحمسًا متمثلًا برئيس أوروغواي برناردو بيرو، وهو زعيم آخر كانت بلاده تُهدد كثيرًا بالمؤامرات المختلفة للقوتين العظمتين في القارة. سرعان ما أبرم بيرو وسولانو تحالفًا وبدأ سولانو توسيعًا كبيرًا وإعادة تنظيم لجيش باراغواي، مع تقديم الخدمة العسكرية الإلزامية لجميع الرجال إلى جانب إصلاحات أخرى.
في ظل حكم سولانو، نمت باراجواي لامتلاك أحد أفضل الجيوش المدربة ولكن ضعيفة التجهيز في المنطقة. اشترى سولانو أسلحةً جديدة من فرنسا وإنجلترا لكنه فشل في إيصالها بسبب الحصار الذي فرضه الحلفاء عندما اندلعت الحرب.

### دوره في بداية الحرب
في عام 1863، بدأت إمبراطورية البرازيل -التي لم تكن على علاقات ودية مع باراغواي- بتقديم الدعم العسكري والسياسي لتمرد حديث النشأة في أوروغواي بقيادة فينانسيو فلوريس وحزب كولورادو الخاص به ضد حكومة حزب بلانكو الخاصة ببرناردو بيرو وخليفته، أتاناسيو أغيري. طلب الأوروغواييون المحاصرون مرارًا المساعدة العسكرية من حلفائهم في باراغواي ضد المتمردين الذين تدعمهم البرازيل. أظهر سولانو لوبيز دعمه لحكومة أغيري عبر رسالة إلى البرازيل، والتي قال فيها إن أي احتلال لأراضي أوروغواي من قبل البرازيل سيعتبر هجومًا على باراغواي.
عندما لم تستجب البرازيل للرسالة وغَزَت أوروغواي في 12 أكتوبر 1864، استولى سولانو على الباخرة التجارية البرازيلية ماركيز دي أوليندا في ميناء أسونسيون، وسجن الحاكم البرازيلي لمقاطعة ماتو غروسو، الذي كان على متنها. في الشهر التالي (ديسمبر 1864)، أعلن سولانو لوبيز رسمياً الحرب على البرازيل وأرسل قوة لغزو ماتو غروسو. استولت القوة على مدينة كورومبا ونهبتها واستولت على المقاطعة ومناجم الماس فيها، إلى جانب كمية هائلة من الأسلحة والذخيرة، بما في ذلك بارود كافٍ لاستمرار جيش باراغواي بأكمله لمدة عام كامل من الحرب الفعلية. ومع ذلك، لم تستطع قوات باراغواي – أو لم ترد - أن تسيطر على عاصمة المقاطعة كويابا، في شمال ماتو غروسو.
كان لوبيز يعتزم بعد ذلك إرسال قوات إلى أوروغواي لدعم حكومة أتاناسيو أغيري، ولكن عندما طلب إذنًا من الأرجنتين لعبور الأراضي الأرجنتينية، رفض الرئيس الأرجنتيني بارتولومي ميتري السماح لقوة باراغواي بعبور مقاطعة كوريينتس الأرجنتينية المتداخلة مع حدود باراغواي. بحلول ذلك الوقت، تمكن البرازيليون من الإطاحة بنجاح بآغيري وتثبيت حليفهم فينانسيو فلوريس كرئيس، ما جعل أوروغواي لا تعدو كونها مجرد دولة تابعة للبرازيل.
منحه برلمان باراغواي الذي دعاه سولانو لوبيز للانعقاد لقب «المارشال الرئيس» لجيوش باراغواي (أي ما يعادل المارشال العظيم، وكان الباراغواياني الوحيد الذي حصل على هذه الرتبة في حياته) وكذلك صلاحيات حرب استثنائية. في 13 أبريل 1865، أعلن الحرب على الأرجنتين، واستولى على سفينتين حربيتين أرجنتينيتين في خليج كورينتس. في اليوم التالي، احتل مدينة كورينتس، وشكل حكومة مؤقتة من أنصاره الأرجنتينيين، وأعلن أن باراغواي ضمت مقاطعة كورينتس ومقاطعة إنتري ريوس في الأرجنتين.
في 1 مايو 1865، انضمت البرازيل إلى الأرجنتين وأوروغواي في التوقيع على معاهدة الحلف الثلاثي، التي تنص على أنهم يجب أن يواصلوا الحرب مع باراغواي إلى أن تسقط حكومة باراغواي الحالية و «حتى لا تترك أي أسلحة أو عناصر حرب بيدها». نُفذ هذا الاتفاق حرفيًا. نصت هذه المعاهدة أيضًا على أن أكثر من نصف أراضي باراغواي ستُغزا من قبل الحلفاء بعد الحرب. تسببت المعاهدة، عندما أُعلِن عنها، بغضب دولي وتعالت الأصوات لصالح باراغواي.

## روابط خارجية
- فرانسيسكو سولانو لوبيز على موقع الموسوعة البريطانية (الإنجليزية)